# Julio Marial Mundet
Julio Marial Mundet, né en 1885 à Barcelone et mort dans la même ville le 21 mai 1963, est un footballeur espagnol et le sixième président du FC Barcelone.

## Biographie
Né dans une famille bourgeoise, il est le fils de l'architecte et homme politique Julio Marial Tey et de Catalina Mundet. Son frère, Melchor Marial Mundet, est politicien et député.
Julio Marial travaille, comme son père, dans le secteur de la construction, en tant que maître d'ouvrage.

### Carrière de footballeur
Julio Marial commence à jouer à l'Irish Football Club comme gardien de but depuis la fondation du club en 1901 jusqu'à sa dissolution en automne 1903. Il préside ce club pratiquement depuis le début et, en tant que tel, il participe à la création de l'Asociación Catalana de Clubes de Fútbol qui devient plus tard la Federación Catalana de Fútbol.
Au début de la saison 1903-1904, à la suite de la disparition de l'Irish FC, il s'affilie au FC Barcelone où il joue jusqu'à la fin de la saison 1907-1908. Il alterne la position de gardien avec celle de milieu de terrain. Son plus grand succès comme footballeur est la conquête du Championnat de Catalogne en 1905.
Le 6 octobre 1906, il est élu par l'assemblée de socios à la présidence du FC Barcelone bien qu'il soit encore joueur en actif. Il est réélu pour un deuxième mandat d'une saison le 6 novembre 1907. Marial hérite d'un club qui traverse une crise à la fois sportive et économique, une situation qu'il ne parvient pas à résoudre. Pendant sa présidence, le club est au bord de la disparition.
Lors de ses deux saisons à la tête du club, le Barça ne remporte aucun titre, enchaînant trois années sans trophées. Le FC Barcelone avait perdu une grande partie de son potentiel avec le départ à la retraite de joueurs expérimentés comme Hans Gamper, Arthur Witty, Meyer, Lluís d'Ossó, Harris ou Parsons, piliers de l'équipe depuis sa fondation. Pendant la présidence de Julio Marial, le club sème les graines du renouveau générationnel en faisant venir des joueurs comme Manuel Amechazurra, Francisco Bru ou Wallace, qui quelques années après donnent au Barça sa première Coupe d'Espagne. À cette époque, le FC Barcelone est également en conflit avec la Fédération catalane, fondée en 1906, qui est présidée par Isidro Lloret, membre fondateur d'un club rival, le Foot-ball Club X. Les décisions controversées de la Fédération qui annule certains résultats au détriment du Barça privent le club des titres de champion de Catalogne en 1907 et 1908. Afin de mettre un terme au conflit, Julio Marial accepte d'assumer la présidence de la Fédération catalane en remplacement de Lloret qui renonce à son poste après les dures critiques de la presse sportive.
Conséquence du chaos et du climat d'hostilité régnant, beaucoup de supporters s'éloignent du football. Pendant la présidence de Julio Marial, le Barça perd 75 % de ses socios. Lors de l'assemblée du 11 novembre 1908 au cours de laquelle Marial met un terme à son mandat, il n'y a que 20 socios présents sur les 38 dont compte le club. Le club est au bord de la disparition. Seulement 22 jours après, le nouveau président Vicente Reig (le plus bref de l'histoire du Barça) convoque une assemblée pour traiter la dissolution du club. Mais Hans Gamper parvient à éviter la disparition du Barça.
À la suite de son départ du Barça, Julio Marial démissionne aussi de la présidence de la Fédération catalane où il est remplacé par Rafael Degollada le 27 décembre 1908.

## Palmarès
Avec le FC Barcelone :
- Champion de Catalogne en 1905